# Fumel
Fumel [fymɛl] ist eine französische Stadt mit 4696 Einwohnern (Stand 1. Januar 2022) im Département Lot-et-Garonne in der Region Nouvelle-Aquitaine. Die Stadt liegt im Arrondissement Villeneuve-sur-Lot und ist Hauptort (frz.: chef-lieu) des Kantons Le Fumélois. Der Lot, ein französischer Fluss des Massif Central, durchquert Fumel, und fließt in den Fluss Garonne.

## Geschichte

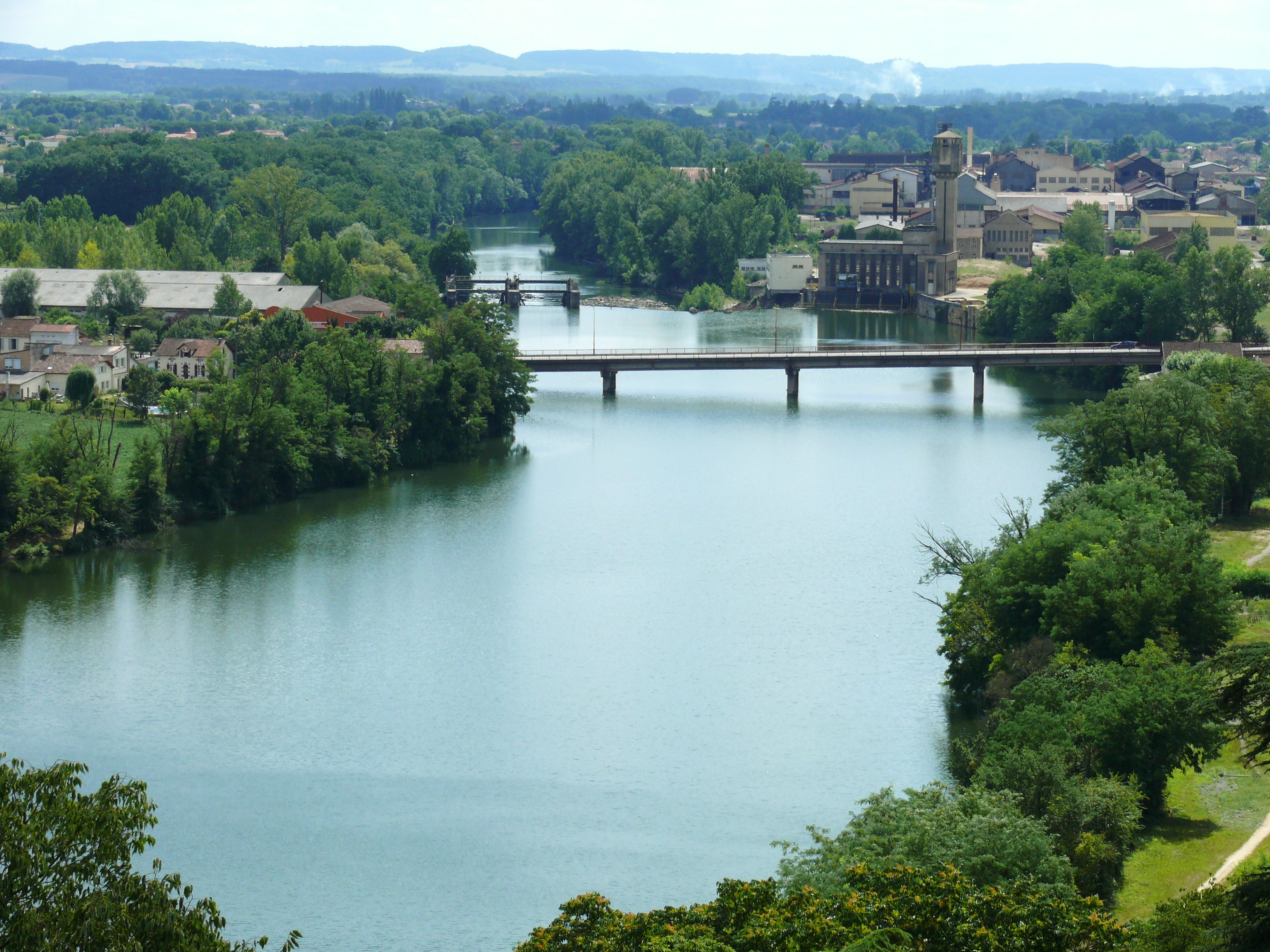
Der Lot und die Fabrik in Fumel

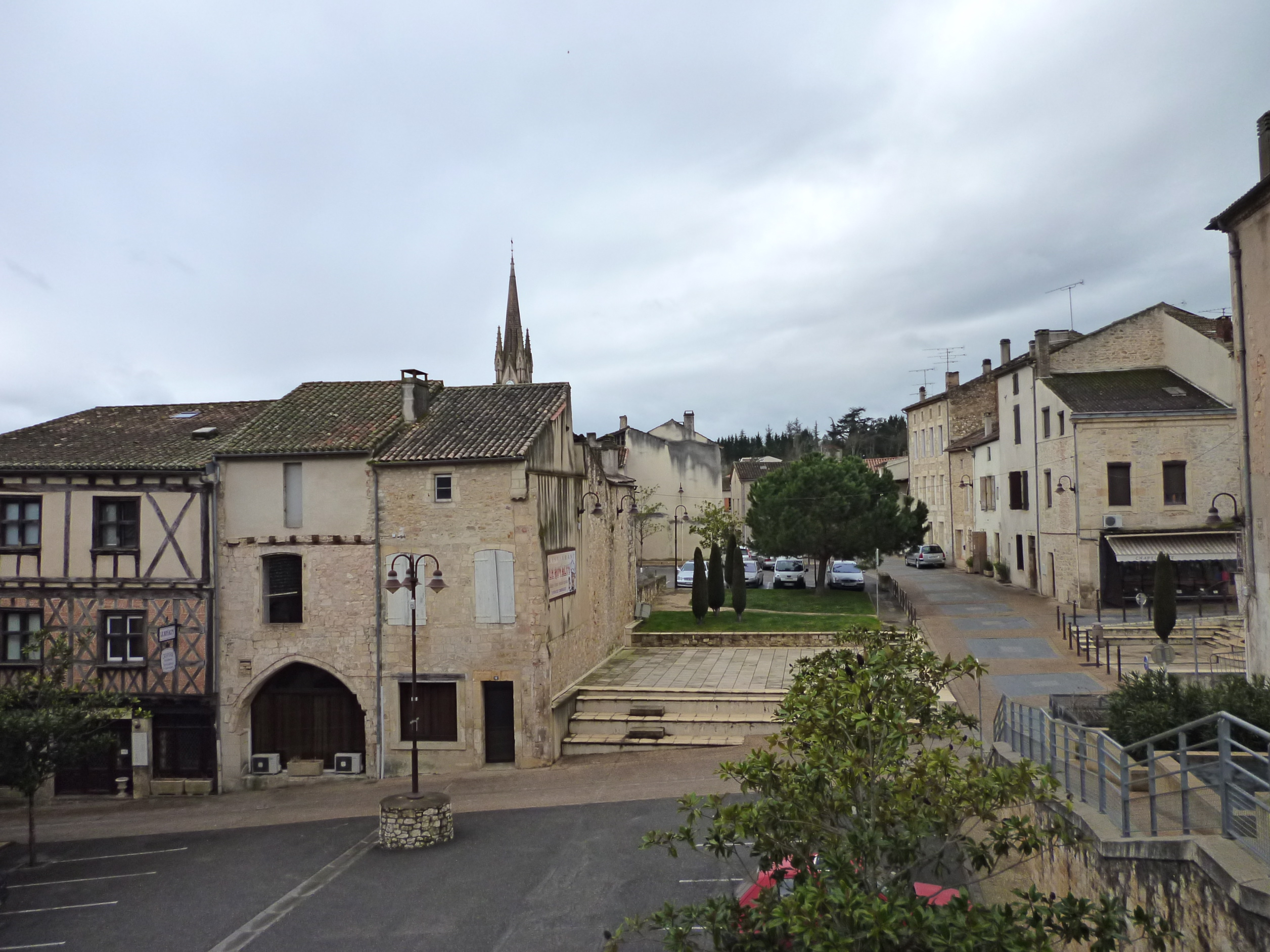
Place Gambetta

Im Fumélois wurde ein ca. 30.000 Jahre altes menschliches Skelett aus dem Aurignacien gefunden. 1923 wurden Spuren einer Besiedelung aus der Zeit zwischen 8000 und 5000 v. Chr. entdeckt.
Die erste schriftliche Erwähnung des Orts geht auf das 11. Jahrhundert zurück. Sie betrifft die Burg, von der aus die örtlichen Barone den Übergang über den Lot kontrollierten. Das angeschlossene befestigte Dorf gehörte zur Kirchengemeinde Saint-Hippolyte des nahen Nachbarorts Condat. In einer Charta („Charte de franchises et de coutumes“) wurden 1265 Wirtschaft, Recht und Moral geregelt sowie die Beziehung zwischen Herrschaft und Bevölkerung festgelegt.
Während des Hundertjährigen Kriegs geriet der bis dahin prosperierende Ort zwischen 1414 und 1442 abwechselnd unter englische und französische Herrschaft. Stets hatte die Bevölkerung zu leiden; die Burg wurde zerstört und erst gegen 1468 wiederaufgebaut.
Während der Religionskriege kam es erneut zu einer Katastrophe. Baron François de Fumel, Herr auf der Burg Fumel und vormaliger Botschafter König Heinrichs II. an der Hohen Pforte, misshandelte im November 1561 in Condat Protestanten beim Verlassen ihres Gottesdiensts. Diese belagerten daraufhin die Burg des Katholiken, drangen schließlich dort ein und töteten ihn. Königin Caterina de’ Medici entsandte aus diesem Grund Blaise de Monluc nach Fumel, der mit den Einwohnern hart ins Gericht ging, ihnen ihre verbrieften Rechte nahm und dem Burgherrn absolute Macht verlieh. Die Stadt wurde auf den Bereich innerhalb der Mauer reduziert; die Häuser durften nur noch ein Stockwerk haben, höhere Etagen wurden abgerissen. Bis 1789 bestimmte der Burgherr, wie hoch gebaut werden durfte, was die Entwicklung der Stadt behinderte.
Im Verlauf der Französischen Revolution wurden die Türme der Burg zerstört, 1793 wurden das Burgarchiv und alle Symbole der Feudalherrschaft öffentlich verbrannt. Nach mehr als zwei Jahrhunderten drakonischer Unterdrückung konnte sich die Stadt fortan wieder entwickeln. 1790 wurde sie Hauptort des Kantons, zwischen 1806 und 1834 verdoppelte sich Fumels Einwohnerzahl. Dank dreier Häfen am Lot blühte der Handel auf, die Papierfabriken an der Lède, der Lémance und der Thèze konnten nun ihre Produkte über den Fluss nach Bordeaux bringen. Gleiches galt für Steine aus den Steinbrüchen von Condat und die Waren der im Tal befindlichen Schmieden. 1845 ersetzte eine Hängebrücke die Fähre über den Lot.
1847 wurde in Fumel eine Gießerei errichtet, die zunächst Kleineisen für Eisenbahnschienen herstellte. Begünstigt wurde deren Ansiedlung unter anderem durch das Vorkommen von Eisenerz und Kalkstein in der Gegend. Später wurden in der – der Société Minière et Métallurgique du Périgord (SMMP) gehörenden – Fabrik u. a. auch Wasserleitungsrohre, Kanaldeckel und Gewichtsstücke produziert. Wasserpumpen aus Fumel wurden bis nach Paris geliefert; im Ersten Weltkrieg verließen täglich 2500 Granaten das Werk. 1970 waren knapp 3000 Personen dort beschäftigt.
1869 wurde die Bahnstrecke Monsempron-Libos – Cahors eröffnet, an der Fumel eine Station erhielt. Der Personenverkehr wurde 1971 eingestellt; bis 2010 was das Gleis von Monsempron-Libos zum Bahnhof Fumel noch für den Güterverkehr in Betrieb.
1902 erhielt Fumel elektrisches Licht; aus diesem Anlass schenkte die SMMP der Stadt einen Musikpavillon. 1942 errichtete die Leitung der mittlerweile zur Pont-à-Mousson SA gehörenden Fabrik mit dem Stade Henri Cavallier im Ort den ersten Sportkomplex des Départements. Der Personalmangel nach dem Zweiten Weltkrieg führte zum Zuzug ausländischer Arbeitskräfte: unter den 5500 Einwohnern Fumels im Jahr 1948 waren 600 Spanier, 200 Polen, 180 Portugiesen und 150 Italiener. In den Jahren 1998, 2009 und 2015 wechselte das Werk jeweils den Besitzer. 2015 war die Zahl der dort beschäftigten Personen auf rund 40 zurückgegangen.

## Bevölkerungsentwicklung
| Jahr      | 1962 | 1968 | 1975 | 1982 | 1990 | 1999 | 2010 | 2018 |
| Einwohner | 6885 | 7067 | 6937 | 6582 | 5882 | 5423 | 5162 | 4801 |

## Verkehr
In Fumel traf die Route nationale 673 auf die den Ort durchquerende Route nationale 111, beide Nationalstraßen wurden 1973 zu Départementsstraßen abgestuft.
Der nächstgelegene Bahnhof liegt in Monsempron-Libos an der Bahnstrecke Niversac – Agen, ca. 3,5 Kilometer von der Stadtmitte Fumels entfernt.

## In Fumel geboren
- Georges Lachat (1910–1992), Radrennfahrer
- Jacques Hairabedian (1926–2014), Boxer
- Jean Nouvel (* 1945), Architekt

## Städtepartnerschaften
- Burghausen in Bayern (Deutschland), seit 1975
- Almoradí in der Region Valencia (Spanien)